# Astrantia trifida
Astrantia trifida är en växtart i släktet stjärnflockor och familjen flockblommiga växter. Den beskrevs av Franz Georg Hoffmann.
Astrantia trifida är en perenn art som förekommer i Kaukasus.